# Svenska befolkningsförbundet i Finland
Svenska befolkningsförbundet i Finland var en 1942–1985 verksam organisation som utgjorde en finlandssvensk motsvarighet till befolkningsförbundet Väestöliitto. Då organisationen upplöstes inrättades i stället en befolkningsdelegation vid Svenska Finlands folkting med uppgift att bevaka den befolkningspolitiska situationen i Finland med särskild hänsyn till den finlandssvenska befolkningen.